# Саламура
Саламура се отнася до няколко различни продукта, като това, което ги свързва е разтвор с висока концентрация на сол. Името саламура най-вероятно произлиза от латинската дума за сол – salis (израз: Cum grano salis – със зърно сол, т.е. „с доза съмнение“). Тази е същата причина за имената на салама и салатата.
- Саламура най-често се нарича воден разтвор на готварска сол. Тя може да бъде използвана за обработка или съхранение на различни хранителни и нехранителни органични продукти с цел запазване от действията на микроорганизми – агенти на процесите на гниенето и други сапрофити.

- Саламура е име и на няколко различни ястия от различни краища на България.
  - саламура в Тетевенско – пикантна рибена чорба, която често се яде студена. Самата чорба се приготвя от домати и люти чушки с прибавяне на вода. В нея се добавят речна риба и понякога раци, изпечени отделно на скара, жар или тенекия. След сваляне от огъня се добавя счукан чесън и зелени подправки (магданоз, копър, девесил). Често се подкиселява допълнително с оцет. Саламурата е доста кисела, лютива и солена. Известна е както като мезе за ракия, така и като средство, облекчаващо махмурлука.
  - влашка саламура – подобно на тетевенската, но с пържена риба и доматите и чушките са печени. След приготвяне е препръчително да престои една нощ, за да се освободят вкусовете.
  - Пиле саламура по влашки /с. Златия, обл. Монтана/- лятно ястие с бистър бульон.. Приготвя се от младо пиле, което се разфасова и се пече върху жарава. Вари се само с вода. Добавят се много печени люти чушки/зелени/ и чесън. Чушките и чесъна се скълцват и се добавят. Вари се до сварявяне на месото. При поднасяне може да се добави магданоз. Консумира се топло, не изисква престояване.
  - саламура във Врачанско – пилешка чорба с печени домати и печени люти чушки. Слагат ѝ се и лук, чесън и подправки. От пилешкото най-често се ползват субпродуктите (карантия, крилца, кожички). По принцип се прави доста лютива и се соли обилно със сол и подправки.
  - саламура в различни краища на Северна България – специфична агнешка чорба, която се прави с агнешка карантия (най-често чревца, черен и бял дроб) зеленчуци и подправки. Агнешката саламура е съпътстващо традиционно предястие по Гергьовден, когато се приготвя печено агнешко.

Въпреки че оригиналните рецепи са по-близки до традиционната чорба, все по-често наричат саламурата дори „супа“, макар тя де е просто вариант на една от най-разпознаваемите български чорби, каквато е познатата шкембе чорба.